# آبي ماسايوشي
آبي ماسايوشي (باليابانية: 阿部正由؛ بالكانا: あべ まさよし) هو ساموراي ياباني، ولد في 19 ديسمبر 1769، وتوفي في 28 نوفمبر 1808.